# Andrea Santoro
Andrea Santoro (Priverno (nabij Rome), 7 september 1945 - Trabzon, 5 februari 2006) was een katholieke Italiaans Fidei donum-priester. Hij werd op zestigjarige leeftijd in zijn kerk, de H. Mariakerk in Trabzon aan de Zwarte Zee (apostolisch vicariaat Anatolië) op 5 februari 2006 in de rug doodgeschoten. De zestienjarige moordenaar handelde vermoedelijk uit wraak voor de publicatie van de Mohammed-cartoons. De moordenaar riep volgens getuigen "Allah Akbar" (Allah is groot) toen hij wegvluchtte. Hij werd veroordeeld tot 18 jaar celstraf. Santoro werd in Italië begraven.
Tijdens een herdenkingsmis in februari 2007 in Trabzon, ging Camillo kardinaal Ruini voor. Bij die gelegenheid bood de familie van de moordenaar hun medeleven aan aan de familie van de vermoorde priester.
- Bibliothèque nationale de France: cb15602006f (data)
- Gemeinsame Normdatei: 136007694
- International Standard Name Identifier: 0000 0001 0888 809X
- Library of Congress Control Number: no2008008334
- Istituto Centrale per il Catalogo Unico: RMSV064534
- Système universitaire de documentation: 118126512
- Virtual International Authority File: 37238609
- WorldCat: E39PBJh4yJxBDKKKPbTMHffpfq